# Uppdragsbrev
Uppdragsbrev (Engagement letter på engelska) är ett skriftligt avtal som definierar det juridiska förhållandet mellan revisorn och dess klient. Detta innefattar att man fastställer vilka förutsättningar revisorn ska ha för granskningen av klienten. Där framkommer även revisorns ansvar i de överenskomna villkoren med ledningen eller i förekommande fall de som är ansvariga för verksamheten samt arvodet för arbetet. Revisorn ska endast godkänna eller fortsätta sitt revisionsarbete när grunderna för villkoren har utförts och avtalats om med ledningen eller i förekommande fall de som är ansvariga för verksamheten. Uppdragsbrev är oftast standardiserade efter vissa ekonomiska förvaltningar.
Förutsättningarna för en väl genomförd revision är användandet av ett godtagbart ramverk för upprättandet av finansiella rapporter samt att företagsledningen och i vissa fall styrelsen är införstådd med de grundläggande förutsättningarna för utförandet av en revision.

## Förutsättningar för enrevision(ISA 210)
När en revisor anställs, har den förutsättningar som skall följas för att kunna revidera enligt internationella revisionsstandarder. Revisorn skall:
- Fastställa om det ramverk för finansiell rapportering som ska användas vid upprättandet av de finansiella rapporterna är godtagbart och inhämta företagsledningens bekräftelse av att den är medveten om och förstår sitt ansvar.

- För upprättandet av de finansiella rapporterna enligt det tillämpliga ramverket för finansiell rapportering, och där så är relevant, att de ger en rättvisande bild,

- För den interna kontroll som företagsledningen bedömer nödvändig för upprättandet av finansiella rapporter som inte innehåller väsentliga felaktigheter, vare sig sådana beror på oegentligheter eller på fel

- Att förse revisorn med tillgång till all information som företagsledningen har kännedom om och som är relevant för upprättandet av de finansiella rapporterna som bokföring, dokumentation och annat, ytterligare information som revisorn kan begära från företagsledningen för revisionens syfte, och obegränsad tillgång till de personer inom företaget som revisorn bedömer det som nödvändigt att inhämta revisionsbevis från.

## Avtal om villkor för revisionsuppdrag
Revisorn ska avtala villkoren för revisionsuppdraget med företagsledningen eller styrelsen, utifrån vad som är tillämpligt. 
De avtalade villkoren för revisionsuppdraget skall dokumenteras i ett uppdragsbrev eller annan lämplig form av skriftligt avtal och ska innefatta syftet med samt inriktningen och omfattningen av revisionen av de finansiella rapporterna:
- Revisorns ansvar

- Företagsledningens ansvar

- Identifiering av det tillämpliga ramverket för finansiell rapportering för upprättandet av de finansiella rapporterna,

- Hänvisning till den förutsedda formen för och det förutsedda innehållet i alla rapporter som ska lämnas av revisorn, och ett uttalande om att det kan finnas omständigheter under vilka en rapport kan skilja sig från den förutsedda formen och det förutsedda innehållet.[3]